# Zvonimir Krnetić
Zvonimir Krnetić (Beograd, 1930 — Beograd, 2016) bio je srpski operski pevač, tenorskog repertoara.

## Školovanje
Rođen je 6. novembra 1930. godine u Beogradu. Posle završene Srednje muzičke škole „Mokranjac”, u klasi Radmile Tirnanić, diplomirao je na odseku solo pevanja na Muzičkoj akademiji u Beogradu 1960. godine, u klasi profesora Jelke Stamatović. Zatim dobija stipendiju sekretarijata za kulturu i provodi godinu dana na Konzervatorijumu „Benedetto Marcello”, u Veneciji, u klasi profesora Paola Bononija. Po povratku u Beograd završava poslediplomske studije, takođe na Muzičkoj akademiji u Beogradu, u klasi profesora Zdenke Zikove.

## Operska i koncertna aktivnost
Još u toku studija, 1958. godine, počinje sa koncertnom delatnošcu, koja će kasnije izrasti do aktivnog opredeljenja, uz dugogodišnju saradnju sa pijanistom Zdenkom Marasovićem i primljen je za člana Beogradske opere, na čijoj sceni je pevao sa velikim uspehom. Dovoljno je nabrojati dela u kojima je Krnetić nastupao, pa da se odmah shvati i vidi njegov značaj u životu Beogradske opere. Travijata, Seviljski berberin, Lučija di Lamermur, Madam Baterflaj, Prodana nevesta, Evgenije Onjegin, Faust, Hofmanove priče, Julije Cezar, Boemi, Rigoleto, Don Karlos, Mazepa, Hovanščina, Knez Igor, Soročinski sjam, Ivan Grozni, Koštana, Na uranku, Boris Godunov, Favorita, Trubadur, Ero sa onoga svijeta, Aida, Edipus Reks, Verter, Bal pod maskama, Ernani, Đurađ Branković, Norma, Atila, Nabuko, Loengrin, Kavalerija rustikana, Pajaci, Andre Šenije, Jenufa, Toska, Mlada, Karmen....
Bio je član Beogradske Opere od 1958. do 1978. godine. Debitovao je kao Alfredo (Travijata), a poslednja uloga (premijera) je bila 1992. godine Don Carlo (Don Carlos). Od 1971/2 do 2002 godine je radio na FMU u Beogradu.
Na svojim koncertima, Krnetić je izvodio veoma širok repertoar, počev od dela starih majstora, preko Mocarta, Šuberta, Šumana, Bramsa, Štrausa, do Debisija i Britna. Poseban stav, Krnetić ima prema domaćem stvaralaštvu, gde je njegovo iskreno i dugogodišnje zalaganje za pesme Konjovića, Milojevića, Hristića, Trbojevića, Radića, Peričića, Babića i dr. Čitav niz solističkih koncerata su ga potvrdili i kao vrhunskog interpreta lida i domaćih autora. Veliki deo tog repertoara Krnetić je snimio za radio i televiziju.
Nastupao je u svim operskim kućama bivše Jugoslavije, pevajući uspešno uloge tenorskog repertoara. Bio je čest gost Majskih svečanosti u Skoplju i SVEM-a u Sarajevu. U Beogradu je snimio televizijsku adaptaciju opere „Pajaci”, zatim operu „Robinja” i „Koštana”, „Karađorđe” i „Seljaci”. U Zagrebu je snimio sa radio orkestrom RTZ, kao stalne snimke, kompletne opere „Postolar od Delfta”, „Ero s onoga svijeta” i „Adelova pjesma” sa koncertnim izvodenjem. Za zagrebacku televiziju, snimio je celu operetu „Mala florami”. Sa ekipom jugoslovenskih solista snimio je operu „Mlada” - R. Korsakov u Parizu za francuski radio.
Ostvario je čitavu galeriju likova iz klasičnog i novijeg operskog repertoara gde je stekao priznanja kritike i veliku naklonost publike. Kao nezamenljivi tenor gostovao je sa Beogradskom operom širom Evrope, u Nemačkoj, Italiji, Švajcarskoj, Francuskoj, Španiji, Grčkoj, Austriji, UAR, Engleskoj, Poljskoj, Bugarskoj i Čehoslovačkoj, u ulogama sledećih opera: Knez Igor, Evgenije Onjegin, Prodana nevesta, Faust, Ernani, Boris Godunov, Hovanščina i mnoge druge. Samostalno je gostovao na operskim scenama sledecih gradova: Nica, Pariz, Atina (Rigoleto, Evgenije Onjegin), Barselona, Madrid, Moskva (Travijata u Boljšom teatru), Prag - više puta, Solun, Grac, Luksemburg, Teheran, Bratislava, Bukurešt - nekoliko puta, Sofija, Odesa, Talin, Kijev, Vilnius i Alma Ata. Pevao je sa Bonaldom Đaiotijem, Nikolajem Đaurovim, Titom Gobijem, Anom Mofo i drugima.
Na svim ovim gostovanjima, kritika je uvek veoma pozitivno ocenjivala nastupe u ulogama koje je pevao. Snimio je tri ploče sa operskim arijama, solo pesmama i napolitanskim kanconama.
Ne treba izgubiti iz vida ni Krnetićeve visoke domete u tumačenju oratorijumske literature (Verdi - „Rekvijem”, „Mesija”, Bahov „Magnifikat”, Mocartov „Rekvijem”, Rosinijev „Stabat mater”, kao i Dvoržakov, zatim „Deveta simfonija”, „Godišnja doba” J. Hajdna i dr.

## Pedagoška delatnost
Posle dvadesetogodišnjeg iskustva na operskoj sceni i koncertnom podijumu, Krnetić, iako relativno mlad, počinje da se bavi pedagogijom. Rezultati pedagoškog rada se nesumnjivo iskazuju preko njegovih studenata koji su delovali i danas deluju u našem muzičkom životu.
I pored velike zauzetosti, kao pevač i pedagog, Krnetić je bio aktivan i u ostalim aktivnostima kao što su komisija za prijem novih članova UMUS-a, dugi niz godina šef katedre za solo pevanje, član kadrovske komisije, stručnih veća i komisije za naučno-umetnički rad FMU.

## Nagrade i priznanja
Dobitnik je mnogih nagrada:
- 3. nagrada na takmičenju mladih muzičkih umetnika u Beogradu,
- nagrada Narodnog Pozorišta za uspešno ostvarene uloge u operama „Ernani” i „Toska”,
- srebrnjak Narodnog Pozorišta (2012) za celokupan rad u svojoj matičnoj kući,
- nagrada Udruženja Muzičkih Umetnika Srbije (1980) za ulogu „Andre Šenije”,
- predlagan je više puta za Oktobarsku nagradu grada Beograda,
- plaketa Univerziteta Umetnosti u Beogradu (1999)
- priznanje "Zlatni beocug" (2010), koje dodeljuje Kulturno prosvetna zajednica Beograda za trajni doprinos kulturi,
- nosilac je Ordena rada sa zlatnim vencem.

Preminuo je 18. februara 2016. godine u Beogradu.

## Spoljašnje veze
- Народно позориште/ПРЕМИНУО ПРОСЛАВЉЕНИ ТЕНОР ЗВОНИМИР КРНЕТИЋ (1930-2016) Архивирано на веб-сајту  (3. јануар 2017)
- youtube/Arija Vertera - Zvonimir Krnetić, tenor
- https://web.archive.org/web/20170113171131/http://www.slovoljubve.com/Newsview.asp?ID=1188 Radio emisija, uživo.
- https://www.facebook.com/Zvonimir-Krneti%C4%87-tenor-1713191282297582/
- Publikacija "Đovanoto bravo" https://www.canva.com/design/DABuBRAsoL0/1qxxoz8iVZjjDmIj0Xlo9g/edit Архивирано на веб-сајту  (23. септембар 2020)
- Publikacija "Zvonimir Krnetić - Biografija" https://www.canva.com/design/DAB4cFCn6Pc/l6cpDfG6jHlEk9JMDHUnxA/edit Архивирано на веб-сајту  (14. октобар 2020)
- Отварање изложбе "Звонимир Крнетић - незаборавни тенор", аутора Драгана Стевовића, 19. фебруара у Музеју Народног позоришта[мртва веза]
- https://www.narodnopozoriste.rs/u-muzeju-narodnog-pozorista-otvorena-izlozba-zvonimir-krnetic-nezaboravni-tenor-autora-dragana-stevovica%5B%5D